# 西夏文石幢

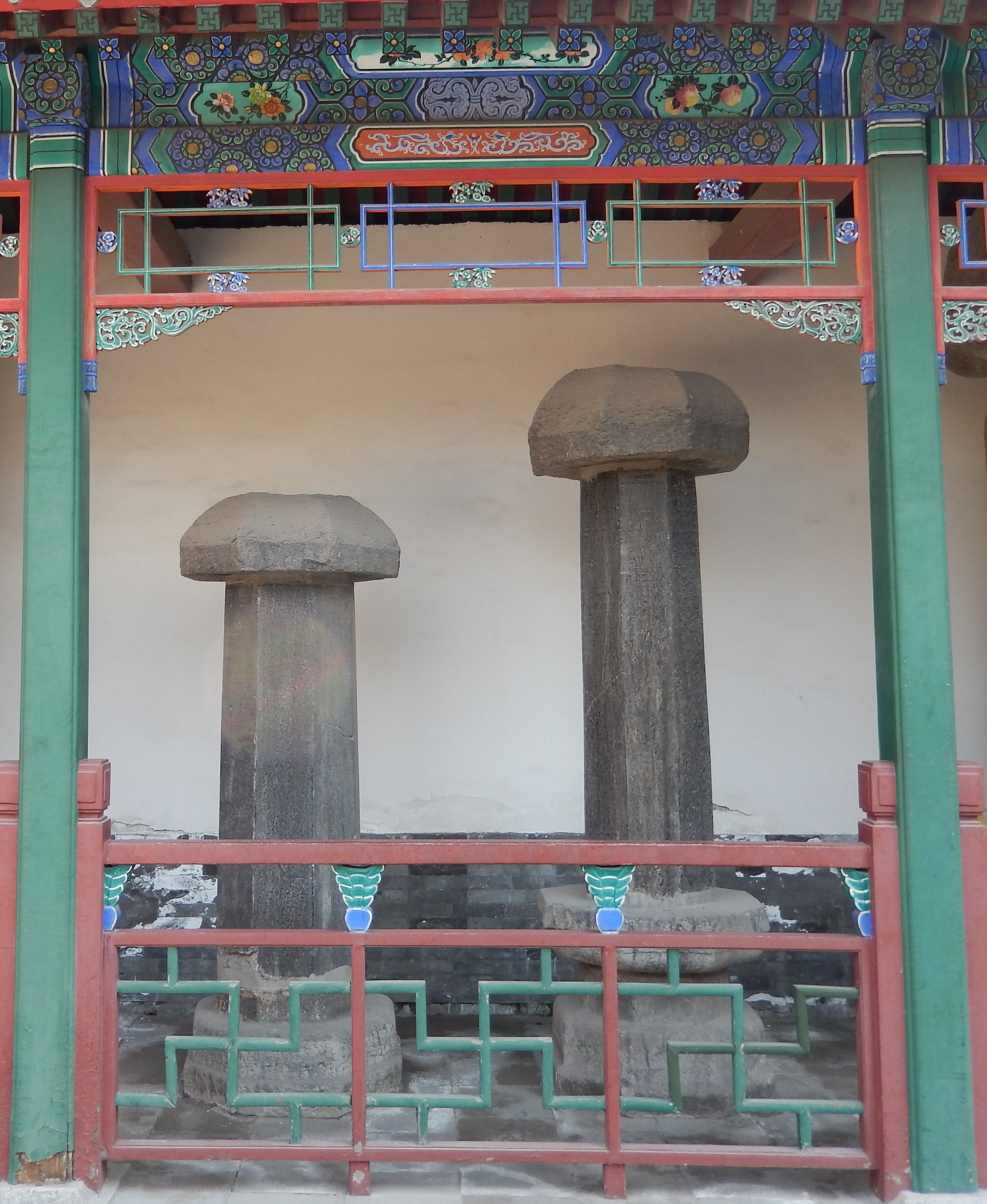
刻有西夏文的石碑，现位于保定古莲花池

西夏文石幢是1962年在中国河北省保定市韩庄发现的刻有西夏文的陀羅尼幢石碑，立于明朝1502年，是已知西夏文最晚近的样本，同时也是西夏统治地区以外发现的十分罕见的西夏文样本，说明自从13世纪蒙古人灭亡西夏后在今保定地区存在着西夏人群体。1976年，中国西夏学专家史金波等人首先前往当地进行调查。